# Levent Gülen
Levent Gülen (Zurigo, 24 febbraio 1994) è un calciatore svizzero, difensore del ŁKS.

## Palmarès

### Club

#### Competizioni nazionali
- Coppa del Liechtenstein: 1

Vaduz: 2015-2016